# Тёдзи
Тёдзи (яп. 長治 тё:дзи) — девиз правления (нэнго) японского императора Хорикавы, использовавшийся с 1104 по 1106 год .

## Продолжительность
Начало и конец эры:
- 10-й день 2-й луны 6-го года Кова (по юлианскому календарю — 8 марта 1104);
- 9-й день 4-й луны 3-го года Тёдзи (по юлианскому календарю — 13 мая 1106).

## Происхождение
Название нэнго было заимствовано из 48-го цзюаня классического древнекитайского сочинения Ханьшу:「建久安之勢、成長治之業」.

## События
- 1104 год (3-я луна 1-го года Тёдзи) — император посетил храм Сонсё-дзи (яп. 尊勝寺) на северо-востоке Киото[6];
- 1105 год (6-я луна 2-го года Тёдзи) — в ряде японских провинций выпал красный снег[7].

## Сравнительная таблица
Ниже представлена таблица соответствия японского традиционного и европейского летосчисления. В скобках к номеру года японской эры указано название соответствующего года из 60-летнего цикла китайской системы гань-чжи. Японские месяцы традиционно названы лунами.
| 1-й год Тёдзи (Деревянная Обезьяна) | 1-я луна*      | 2-я луна*  | 3-я луна               | 4-я луна* | 5-я луна* | 6-я луна  | 7-я луна  | 8-я луна*  | 9-я луна    | 10-я луна  | 11-я луна* | 12-я луна  |               |
| ----------------------------------- | -------------- | ---------- | ---------------------- | --------- | --------- | --------- | --------- | ---------- | ----------- | ---------- | ---------- | ---------- | ------------- |
| Юлианский календарь                 | 30 января 1104 | 28 февраля | 28 марта               | 27 апреля | 26 мая    | 24 июня   | 24 июля   | 23 августа | 21 сентября | 21 октября | 20 ноября  | 19 декабря |               |
| 2-й год Тёдзи (Деревянный Петух)    | 1-я луна       | 2-я луна*  | 2-я луна* (високосная) | 3-я луна  | 4-я луна* | 5-я луна* | 6-я луна  | 7-я луна*  | 8-я луна    | 9-я луна   | 10-я луна  | 11-я луна* | 12-я луна     |
| Юлианский календарь                 | 18 января 1105 | 17 февраля | 18 марта               | 16 апреля | 16 мая    | 14 июня   | 13 июля   | 12 августа | 10 сентября | 10 октября | 9 ноября   | 9 декабря  | 7 января 1106 |
| 3-й год Тёдзи (Огненная Собака)     | 1-я луна       | 2-я луна*  | 3-я луна*              | 4-я луна  | 5-я луна* | 6-я луна* | 7-я луна  | 8-я луна*  | 9-я луна    | 10-я луна  | 11-я луна* | 12-я луна  |               |
| Юлианский календарь                 | 6 февраля 1106 | 8 марта    | 6 апреля               | 5 мая     | 4 июня    | 3 июля    | 1 августа | 31 августа | 29 сентября | 29 октября | 28 ноября  | 27 декабря |               |

* звёздочкой отмечены короткие месяцы (луны) продолжительностью 29 дней. Остальные месяцы длятся 30 дней.